# Molophilus tantulus
Molophilus tantulus är en tvåvingeart som beskrevs av Alexander 1969. Molophilus tantulus ingår i släktet Molophilus och familjen småharkrankar. Inga underarter finns listade i Catalogue of Life.